# 窗外
《窗外》是臺灣言情小說作家瓊瑤的處女作，是一部關於師生戀的作品，並是其自身經歷的投射。

## 故事主要人物
- 江雁容

故事開始時年齡為18歲（高中三年級），愛上教授國文的班導師康南
- 康南

江雁容高中三年級的班導師，教授科目為國文，愛上學生江雁容
- 李立維

江雁容的丈夫
- 周雅安

江雁容的高中同學
- 程心雯

江雁容的高中同學
- 葉小蓁

江雁容的高中同學
- 江仰止

江雁容的父親
- 趙意如（江太太）

江雁容的母親
- 江麟

江雁容的弟弟
- 江雁若

江雁容的妹妹
- 羅亞文

康南的朋友，是名理化教師，在康南落魄頹廢時照顧康南，年輕時也受過康南的幫助

## 改編

### 1966年電影
1966年，臺灣的中國育樂有限公司首次把這小說改編成電影，導演為崔小萍，演員有吳海蒂、趙剛、白茜如、雲怡，藍荻等。

### 1973年電影
1973年，由臺灣的八十年代有限公司將其拍成电影，宋存壽執導，林青霞（飾 江雁容），秦漢（飾 李立維）、胡奇（飾 康南）等主演。但臺灣方面因為原著作者抗議版權問題而無法上映，最終於2009年達成協議公開上映。

### 演员列表
| 演員   | 角色   |
| 林青霞 | 江雁容 |
| 秦漢   | 李立維 |
| 胡奇   | 康南   |
| 孫越   | 羅亞文 |

## 外部連結
- 開眼電影網上《窗外》的資料（繁體中文）
- 香港影庫上《窗外》的資料（繁體中文）
- 时光网上《窗外》的資料（简体中文）
- 豆瓣电影上《窗外》的資料 （简体中文）
- 互联网电影数据库（IMDb）上《窗外》的资料（英文）